# Florbetapir (18F)
Florbetapir (18 F) (tên AMYViD thương mại; còn được gọi là florbetapir-flo-18 hoặc 18 F-AV-45) là một PET quét dược phẩm phóng xạ hợp chất có chứa các hạt nhân phóng xạ flo-18, FDA chấp thuận vào năm 2012 như một công cụ chẩn đoán cho bệnh Alzheimer. Florbetapir, giống như hợp chất B (PiB) của Pittsburgh, liên kết với beta-amyloid, tuy nhiên fluor-18 có chu kỳ bán rã 109,75 phút, trái ngược với thời gian bán hủy phóng xạ của PiB là 20 phút. Vương và cộng sự. nhận thấy rằng tuổi thọ dài hơn cho phép chất đánh dấu tích lũy nhiều hơn đáng kể trong não của những người bị AD, đặc biệt là ở các khu vực được biết là có liên quan đến tiền gửi beta-amyloid.
Một đánh giá dự đoán rằng hình ảnh amyloid có khả năng được sử dụng kết hợp với các dấu hiệu khác chứ không phải là một thay thế.

## Phát triển
Do căn bệnh này được Alois Alzheimer mô tả lần đầu tiên vào năm 1906, cách duy nhất để xác định xem một người có thực sự mắc bệnh hay không là thực hiện sinh thiết trên não của bệnh nhân để tìm những điểm đặc biệt trên não cho thấy sự tích tụ của mảng bám amyloid. Các bác sĩ phải chẩn đoán bệnh ở bệnh nhân mất trí nhớ và mất trí nhớ dựa trên các triệu chứng, và có đến 20% bệnh nhân được chẩn đoán mắc bệnh sau khi kiểm tra não sau khi chết không có tình trạng này. Các công cụ chẩn đoán khác, chẳng hạn như phân tích dịch não tủy, quét hình ảnh cộng hưởng từ tìm kiếm sự co rút não và quét PET xem cách glucose được sử dụng trong não, đều không đáng tin cậy.
Sự phát triển của florbetapir được xây dựng dựa trên nghiên cứu được thực hiện bởi William Klunk và Chester Mathis, người đã phát triển một chất mà họ gọi là hợp chất B như một phương pháp phát hiện mảng amyloid, sau khi phân tích 400 hợp chất tiềm năng và phát triển 300 biến thể của chất mà họ đã phát hiện ra có thể hoạt động. Năm 2002, một nghiên cứu được thực hiện ở Thụy Điển trên bệnh nhân Alzheimer đã có thể phát hiện ra các mảng bám trong quét não PET. Các nghiên cứu sau đó về một thành viên nhóm đối chứng không mắc bệnh không tìm thấy mảng bám, xác nhận độ tin cậy của hợp chất trong chẩn đoán. Trong khi công cụ hoạt động, hợp chất B của Pittsburgh dựa vào việc sử dụng carbon-11, một đồng vị phóng xạ có chu kỳ bán rã 20 phút, đòi hỏi phải sử dụng ngay vật liệu được điều chế trong cyclotron.
Avid Radiopharmologists được thành lập bởi Tiến sĩ Daniel Skovronsky vào tháng 7 năm 2005 với mục tiêu tìm ra một loại thuốc nhuộm có thể tiêm vào cơ thể, sẽ vượt qua hàng rào máu não và gắn vào các protein protein amyloid trong não. Avid đã huy động được 500.000 đô la từ BioAdvance, một công ty đầu tư mạo hiểm định hướng y tế ở Pennsylvania, làm nguồn tài trợ hạt giống cho sự phát triển của một dấu ấn sinh học. Khi họ tìm thấy thuốc nhuộm ứng cử viên, họ gắn positron - tạo ra flo-18, một đồng vị phóng xạ có chu kỳ bán rã dài hơn năm lần (109,75 phút), được sử dụng trong quét PET và có thể tồn tại trong một ngày khi chuẩn bị vào buổi sáng bởi cyclotron. Thuốc nhuộm đã được phát triển và cấp bằng sáng chế bởi Đại học Pennsylvania và được Avid cấp phép.
Các xét nghiệm ban đầu vào năm 2007 trên một bệnh nhân tại Bệnh viện Đại học Johns Hopkins trước đây được chẩn đoán có triệu chứng bệnh Alzheimer đã phát hiện ra mảng bám trong chụp PET ở những khu vực thường được tìm thấy trong não. Các xét nghiệm sâu hơn cho thấy các bản quét phát hiện mảng bám ở bệnh nhân Alzheimer, không tìm thấy nó ở những người không có chẩn đoán và tìm thấy lượng trung gian ở những bệnh nhân có dấu hiệu sa sút trí tuệ sớm. Các xét nghiệm tìm thấy mảng amyloid ở 20% bệnh nhân thử nghiệm trên 60 tuổi ở mức bình thường, nhưng đã thực hiện kém hơn so với nhóm đối chứng trong các xét nghiệm về thị lực.

### Xác nhận bằng khám nghiệm tử thi
Để xác nhận xem thuốc nhuộm có chính xác trong việc phát hiện bệnh Alzheimer hay không, một ủy ban tư vấn tại Cục Quản lý Thực phẩm và Dược phẩm đã yêu cầu nhóm Avid, Bayer và General Electric thực hiện một nghiên cứu để thử nghiệm phương pháp của họ. Avid đã thiết lập một nghiên cứu với một nhóm gồm 35 bệnh nhân tế bần, một số người được chẩn đoán mắc chứng mất trí nhớ và những người khác không có vấn đề về trí nhớ. Những người tham gia và gia đình họ đồng ý rằng họ sẽ trải qua các lần quét PET và bộ não của họ sẽ được khám nghiệm tử thi sau cái chết của các nhà bệnh lý học. Sau khi nghiên cứu được tiến hành, Avid đã nhận được xác nhận vào tháng 5 năm 2010 rằng kết quả xét nghiệm đã thành công trong việc phân biệt giữa những người mắc bệnh Alzheimer và những người không mắc bệnh.
Trong kết quả được trình bày vào tháng 7 năm 2010, công ty đã chỉ ra rằng trong số 34 trong số 35 bệnh nhân đã được quét, kết quả quét ban đầu được xác nhận khi các nhà giải phẫu bệnh đếm mảng bám dưới kính hiển vi và khi quét mảng bám trên máy vi tính được thực hiện trên vật liệu từ bộ não được khám nghiệm. Các phát hiện cần được xem xét bởi FDA để xác nhận độ tin cậy của họ như là một phương tiện chẩn đoán bệnh. Sau khi được xác nhận, kỹ thuật này cung cấp một phương tiện để chẩn đoán và theo dõi đáng tin cậy sự tiến triển của bệnh Alzheimer và cho phép các phương pháp điều trị dược phẩm tiềm năng được đánh giá.
Trong một nghiên cứu được công bố vào tháng 1 năm 2011 trên Tạp chí của Hiệp hội Y khoa Hoa Kỳ, Avid đã báo cáo về kết quả của các nghiên cứu tiếp theo dựa trên 152 đối tượng thử nghiệm đã đồng ý nhận quét PET của công ty và phân tích não của họ sau khi chết để xác định dứt khoát về sự hiện diện của các mảng amyloid. Trong số các bệnh nhân tham gia vào nghiên cứu, 29 người chết đã được khám nghiệm tử thi trên não của họ và trong tất cả, ngoại trừ một kết quả khám nghiệm tử thi não phù hợp với chẩn đoán dựa trên chụp PET được thực hiện trước khi chết. Kỹ thuật của Avid đang được sử dụng để kiểm tra hiệu quả của các phương pháp điều trị bệnh Alzheimer đang được các công ty dược phẩm khác phát triển như một phương tiện xác định khả năng của thuốc để giảm sự tích tụ protein amyloid trong não của các đối tượng sống.

## Được sự chấp thuận của FDA
Vào ngày 20 tháng 1 năm 2011, một ủy ban tư vấn của FDA đã nhất trí khuyến nghị rằng kỹ thuật quét PET của Avid được chấp thuận sử dụng. Ủy ban tư vấn bao gồm một bằng cấp yêu cầu Avid xây dựng các hướng dẫn rõ ràng khi các xét nghiệm đã phát hiện đủ mảng bám amyloid để chẩn đoán Alzheimer, một nhiệm vụ mà Giám đốc điều hành Avid Daniel M. Skovronsky tuyên bố có thể được giải quyết trong vài tháng.

## Mua lại bởi Eli Lilly
Avid Radiopharmologists có trụ sở tại cơ sở nghiên cứu của Trung tâm Khoa học Thành phố Đại học ở Philadelphia, Pennsylvania. Công ty là người đầu tiên đưa ra thị trường một phương pháp được FDA phê chuẩn có thể phát hiện trực tiếp bệnh lý lắng đọng amyloid của bệnh Alzheimer.
Eli Lilly và Company đã thông báo vào ngày 8 tháng 11 năm 2010 rằng họ sẽ mua Avid với giá 800 triệu đô la, trả trước 300 triệu đô la và số dư trả sau.